# Kosmos 2326
Kosmos 2326, ruski pomorski izviđački satelit iz programa Kosmos. Vrste je US-PU (br. 7, Konus -A).
Lansiran je 20. prosinca 1995. godine u 00:52 s kozmodroma Bajkonura (Tjuratam) u Kazahstanu. Lansiran je u nisku orbitu oko planeta Zemlje raketom nosačem Ciklon-2 11K69. Orbita mu je bila 406 km u perigeju i 414 km u apogeju. Orbitna inklinacija bila mu je 65,02°. Spacetrackov kataloški broj je 23748. COSPARova oznaka je 1995-071-A. Zemlju je obilazio u 92,76 minuta. Pri lansiranju bio je mase 3150 kg. 
Zadaća mu je bila otkriti neprijateljske vojne snage otkrivanjem i trianguliranjem njihovih elektromagnetskih odašiljanja (radio, radar i dr.).
Deorbitirao je 8. studenoga 1997. godine. Od ovog satelita ostala su otpala su tri dijela, Cosparovih oznaka od 1995-071B do 1995-071D, odnosno Spacetrackovog kataloškog broja od 24750, 24456 i 24816. Bili su u orbiti od 112x394 (nagib 65,00°, obilazak Zemlje 89,56 min), od 403x420 (nagib 65,02°, obilazak Zemlje 92,79 min) i od 406x417 (nagib 65,01°, obilazak Zemlje 92,79 min), respektivno. Vratili su se u atmosferu 20. prosinca 1995., 3. listopada 1996. i 11. prosinca 1998., respektivno.

## Vanjske poveznice
- N2YO.com Search Satellite Database
- Celes Trak SATCAT Format Documentation (engl.)
- Kunstman  Arhivirana inačica izvorne stranice od 12. kolovoza 2019. (Wayback Machine) Satellites in Orbit (engl.)